# ویلیام انیرت
ویلیام انیرت (به انگلیسی: William Enyart) نمایندهٔ حوزه انتخابیه دوازدهم ایلی‌نوی از حزب دموکرات ایالات متحده آمریکا در مجلس نمایندگان ایالات متحده آمریکا است که برای نخستین‌بار در ۶ ژانویه ۲۰۱۳ میلادی به‌عضویت این مجلس درآمد.